# Зрение земноводных
Зрение является весьма важным чувством для земноводных, поскольку оно необходимо для обнаружения пищи и опасности.

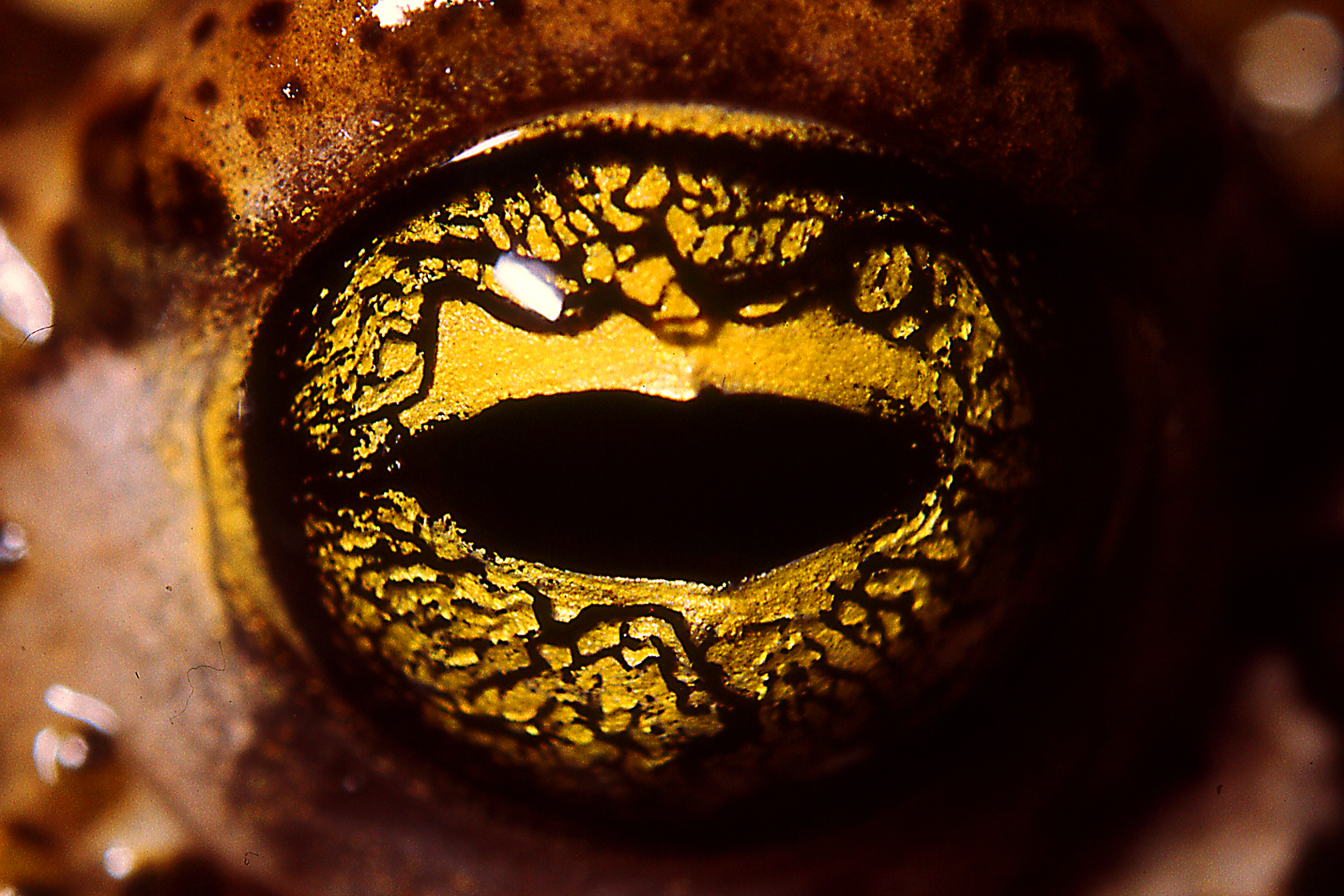
Глаз камышовой жабы

## Общая анатомия
Глаза приспособлены к функционированию в воздушной среде. У земноводных глаза похожи на глаза рыб, однако не имеют серебристой и отражательной оболочек, а также серповидного отростка. Недоразвиты глаза только у протеев. У высших земноводных есть верхние (кожистые) и нижние (прозрачные) подвижные веки. Мигательная перепонка (вместо нижнего века у большей части бесхвостых) выполняет защитную функцию. Слёзные железы отсутствуют, но есть гардерова железа, секрет которой смачивает роговицу и предохраняет её от высыхания. Роговица выпуклая. Хрусталик имеет форму двояковыпуклой линзы, диаметр которой меняется в зависимости от освещения; аккомодация происходит за счёт изменения расстояния хрусталика до сетчатки. У многих развито цветное зрение. Глаза головастиков лишены век, но при метаморфозе роговица становится более куполообразной, хрусталик уплощается, развиваются веки и связанные с ними железы и протоки. Глаза взрослых являются усовершенствованием глаз беспозвоночных и были первым шагом в развитии более продвинутых глаз позвоночных. Они обеспечивают цветовое зрение и глубину резкости. В сетчатке находятся зелёные палочки, восприимчивые к широкому диапазону длин волн.
Бесхвостые лучше видят дальние объекты, чем ближние. Квакающие лягушки немедленно умолкают при виде потенциальной угрозы и даже её тени, но чем ближе объект, тем хуже они его видят. Когда лягушка выстреливает языком в сторону добычи, она реагирует на маленький движущийся объект, который плохо различим. Она прицеливается заранее, так как особенности анатомии вынуждают её закрывать глаза при вытягивании языка. Вопрос о наличии у бесхвостых цветного зрения не решён. Опытами была доказана положительная реакция бесхвостых на голубой свет.
Лягушки обладают уникальным среди позвоночных зрительным аппаратом. В ходе исследований было обнаружено, что почти 95 % информации поступает в рефлекторный отдел мозга. Это приводит к тому, что лягушка не видит, где она находится. Основной вывод — лягушки видят только движущиеся предметы.
Глаза бесхвостых расположены в верхней части головы и часто выдвинуты вперёд. Это обеспечивает бесхвостым широкое поле зрения; лягушка может полностью погрузиться в воду, оставив над поверхностью лишь глаза. Глаза защищены подвижными веками и дополнительно прозрачной неподвижной мембраной, предохраняющей глаза во время пребывания в воде. Цвет радужной оболочки и форма зрачка у разных видов отличаются.

## Формирование глаза
Глаза бесхвостых расположены в верхней части головы и часто выдвинуты вперёд. Это обеспечивает бесхвостым широкое поле зрения; лягушка может полностью погрузиться в воду, оставив над поверхностью лишь глаза. Глаза защищены подвижными веками и дополнительно прозрачной неподвижной мембраной, предохраняющей глаза во время пребывания в воде. Цвет радужной оболочки и форма зрачка у разных видов отличаются.
Первым этапом формирования глаза у личинки является первичный фолликул. Краситель скапливается во внутреннем слое. Различают два слоя клеток. Затем фолликул удлиняется в дорсальном направлении. Передняя стенка, из которой развивается наружная часть глазного яблока, кажется более тонкой и растянутой, чем задняя. На следующем этапе утолщается эктодерма, покрывающая глазное яблоко. Из него формируется поверхность глаза. При этом передняя стенка становится тоньше. Задняя стенка, наоборот, утолщается. Делящиеся клетки ограничены одним слоем, выстилающим везикулу изнутри. Они превратятся во внешний слой сетчатки. Ведь из указанной эктодермы формируется трёхслойная линза. Он состоит из беспигментной хрусталиковой пластинки, расположенной внутри, промежуточной части и покрывающего её снаружи пигментированного эпителия. Образуется глазное яблоко, которое продолжает расширяться. Наблюдается вариация количества пигмента в сетчатке (в центре пигмента меньше, чем на периферии). В конце концов хрусталик отделяется от эпидермиса. Крупные ганглиозные клетки можно увидеть в центре сетчатки. Радужная оболочка становится все более и более заметной. Глаз головастика не прикрыт веком. До метаморфоза он будет расти только за счёт деления клеток. Во время трансформации роговица становится более выпуклой, хрусталик уплощается, развиваются веки и связанные с ними железы. У большинства амфибий верхнее веко неподвижно, в отличие от подвижного нижнего века. Этот глаз обеспечивает цветовое зрение и восприятие глубины поля. Аккомодация достигается за счёт смещения хрусталика, что обеспечивает чёткое зрение на расстоянии до 2 м. В сетчатке есть зелёные палочки, способные принимать широкий диапазон волн. У представителей отряда хвостатых регенерации подвергается как хрусталик, так и сетчатка. Считалось, что лягушки теряют эту способность при метаморфозе. Однако были сообщения о регенерации сетчатки и хрусталика у взрослых амфибий. Новая сетчатка может возникнуть из клеток пигментного эпителия в результате дедифференцировки и из цилиарных стволовых клеток. От сетчатки информация передаётся по зрительным нервам.

## Теменной глаз
Теменное отверстие было почти у всех древнейших земноводных. Его имели промежуточные формы между рыбами и амфибиями, такие как тиктаалик, ихтиостега и акантостега, и почти все более поздние лабиринтодонты. У некоторых из них, в частности, у диссорофиды Zygosaurus, оно достигало огромных размеров. Это отверстие было хорошо развито и у батрахозавров (антракозавров и сеймуриаморф). Было оно и у большинства ископаемых лепоспондилов.
У безногих, хвостатых и бесхвостых (то есть у всех современных земноводных и их ближайших вымерших родственников) теменное отверстие редуцировано (у бесхвостых, имеющих непарный глаз, в черепе остаётся только тонкий канал для его нерва и сосуда).
Пинеальный орган есть у всех современных земноводных. У некоторых бесхвостых есть и внечерепной глазоподобный пузырёк — теменной, или лобный, глаз. Обычно он считается производным пинеального органа, иногда — парапинеальным органом. Возможно, ему гомологичен пузырёк спереди пинеального органа саламандр. Согласно большинству авторов, парапинеального органа у всех современных земноводных — и хвостатых, и бесхвостых, и безногих — нет.
У большинства бесхвостых третий глаз потерян. Сохранился он, в частности, у настоящих лягушек, веслоногих лягушек, некоторых пиповых (в том числе у гладкой шпорцевой лягушки), у головастиков некоторых квакш (например, Hyla и Acris), у рогатых лягушек, жерлянок, чесночниц, жаб-повитух и у некоторых настоящих жаб. В отличие от рептилий, у земноводных третий глаз одинаково часто встречается и у жителей тропиков, и у жителей умеренных широт.

## Галерея

Различия глаз у земноводных
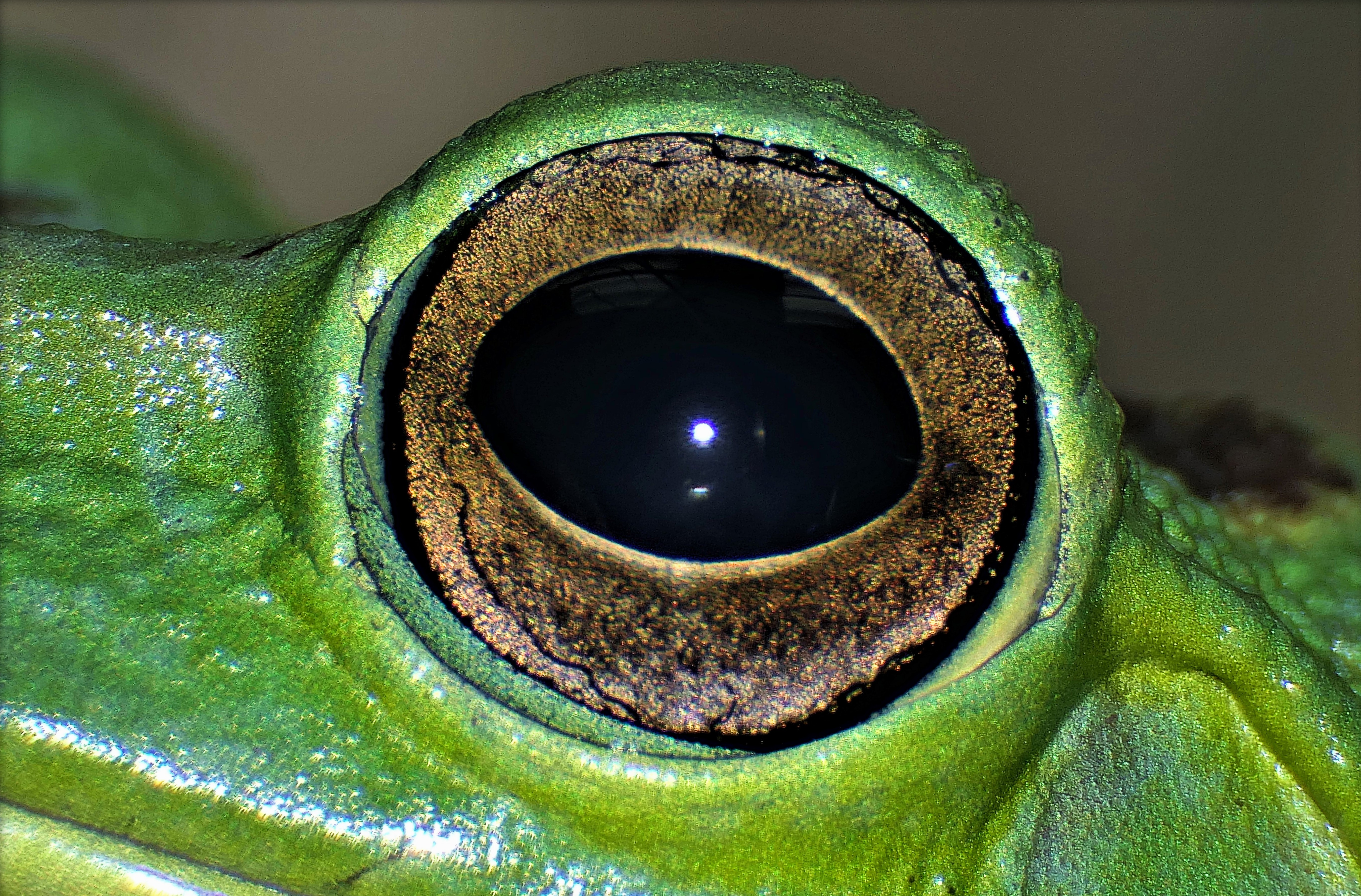
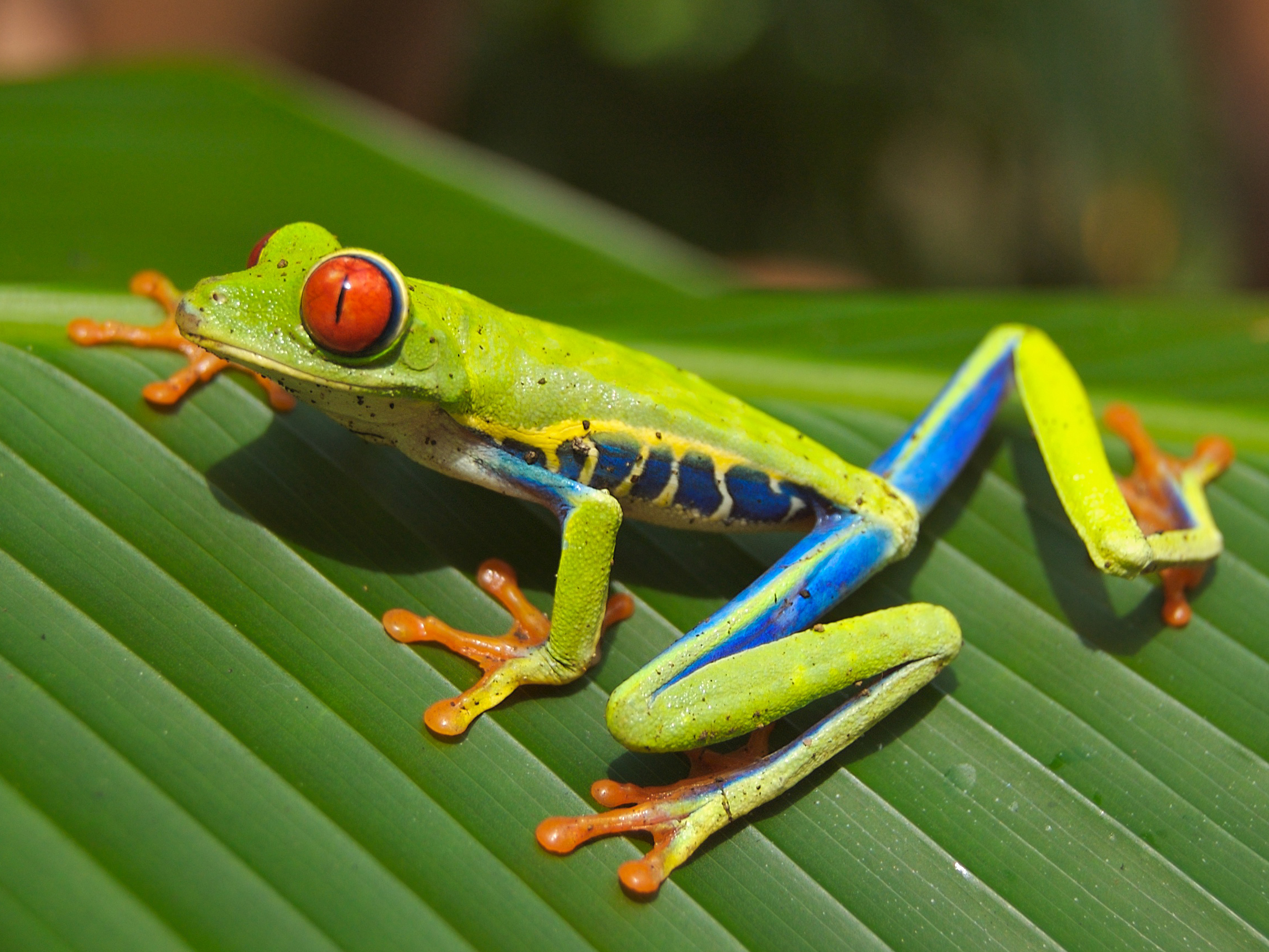
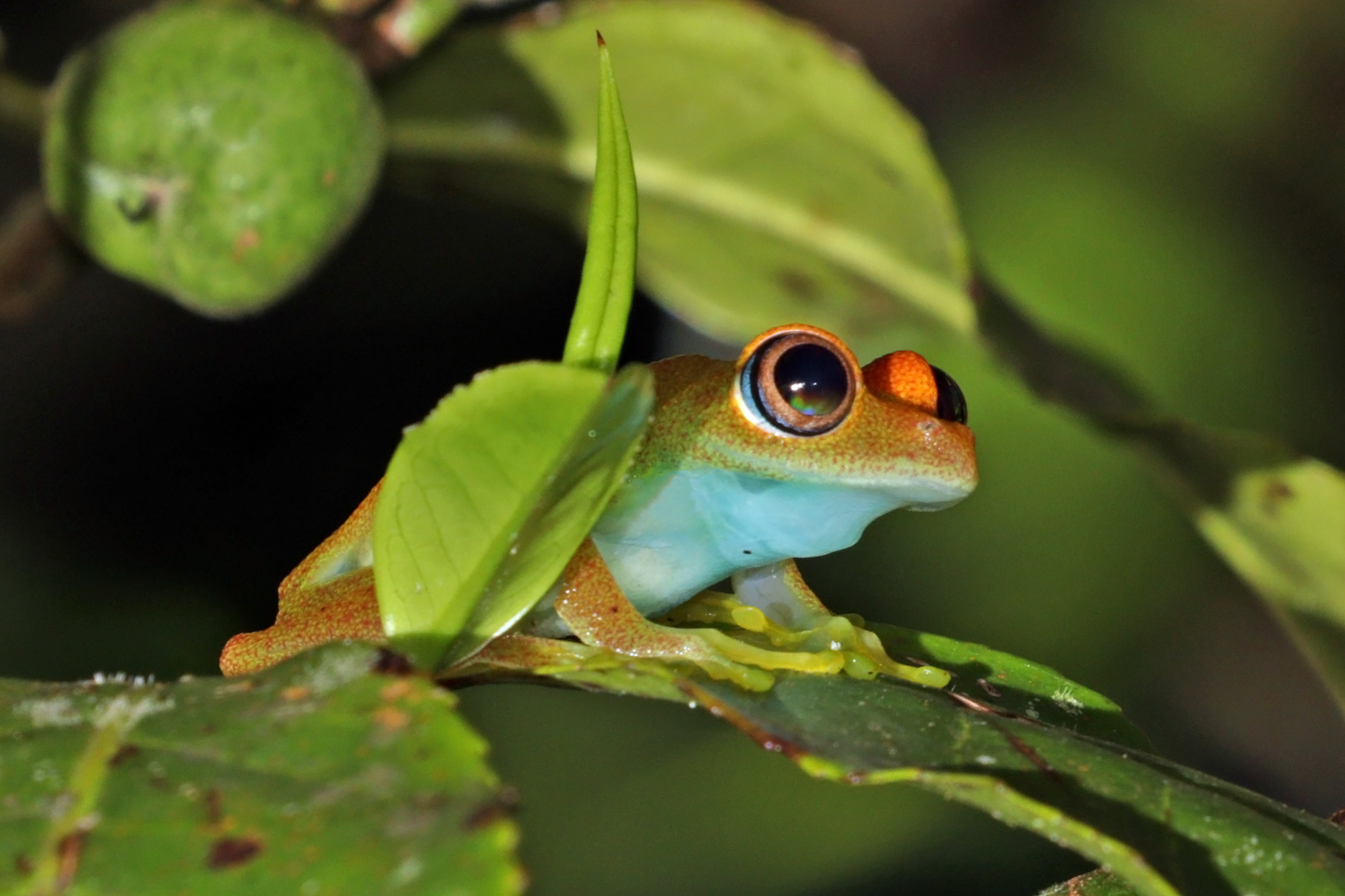
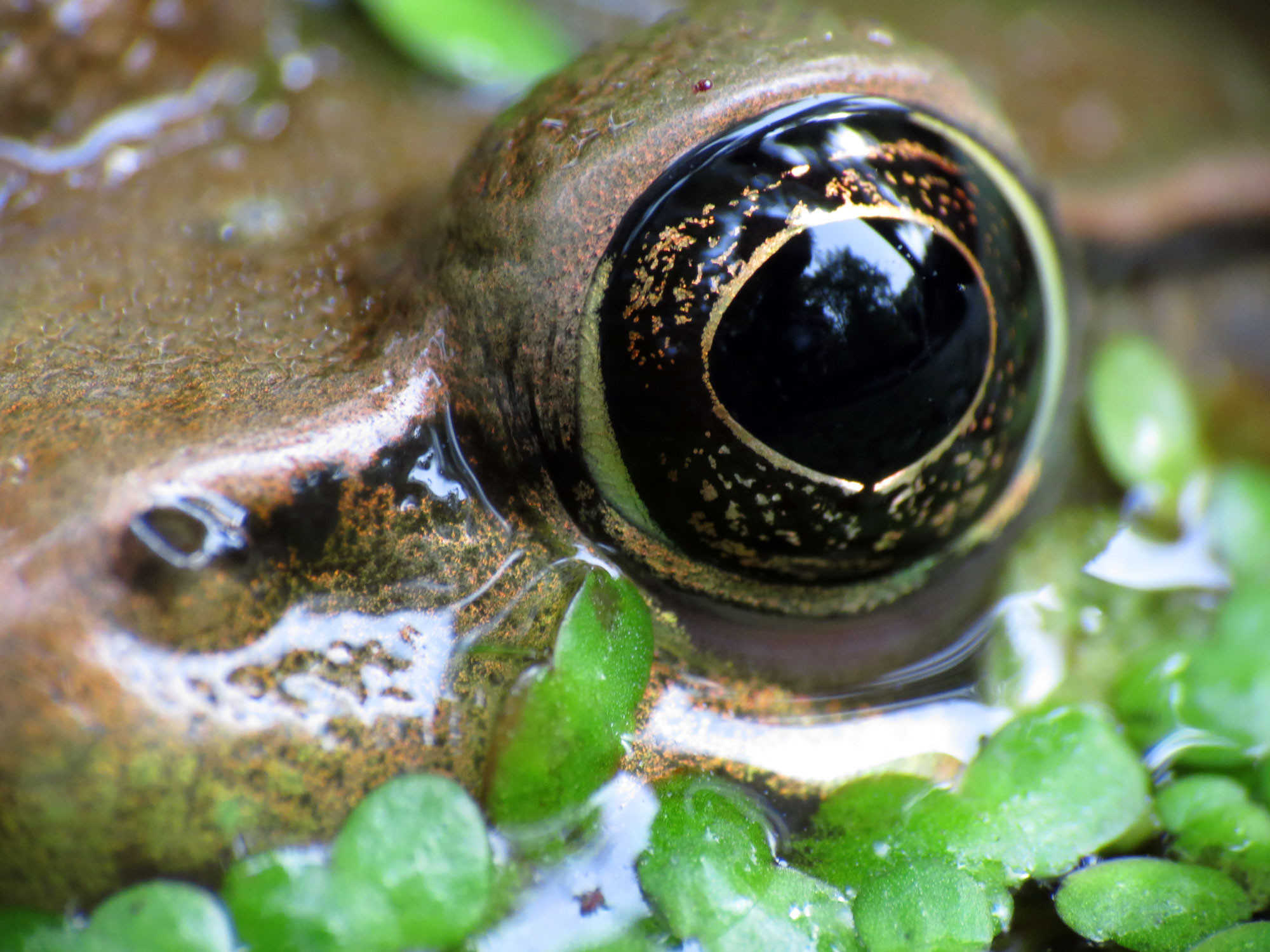
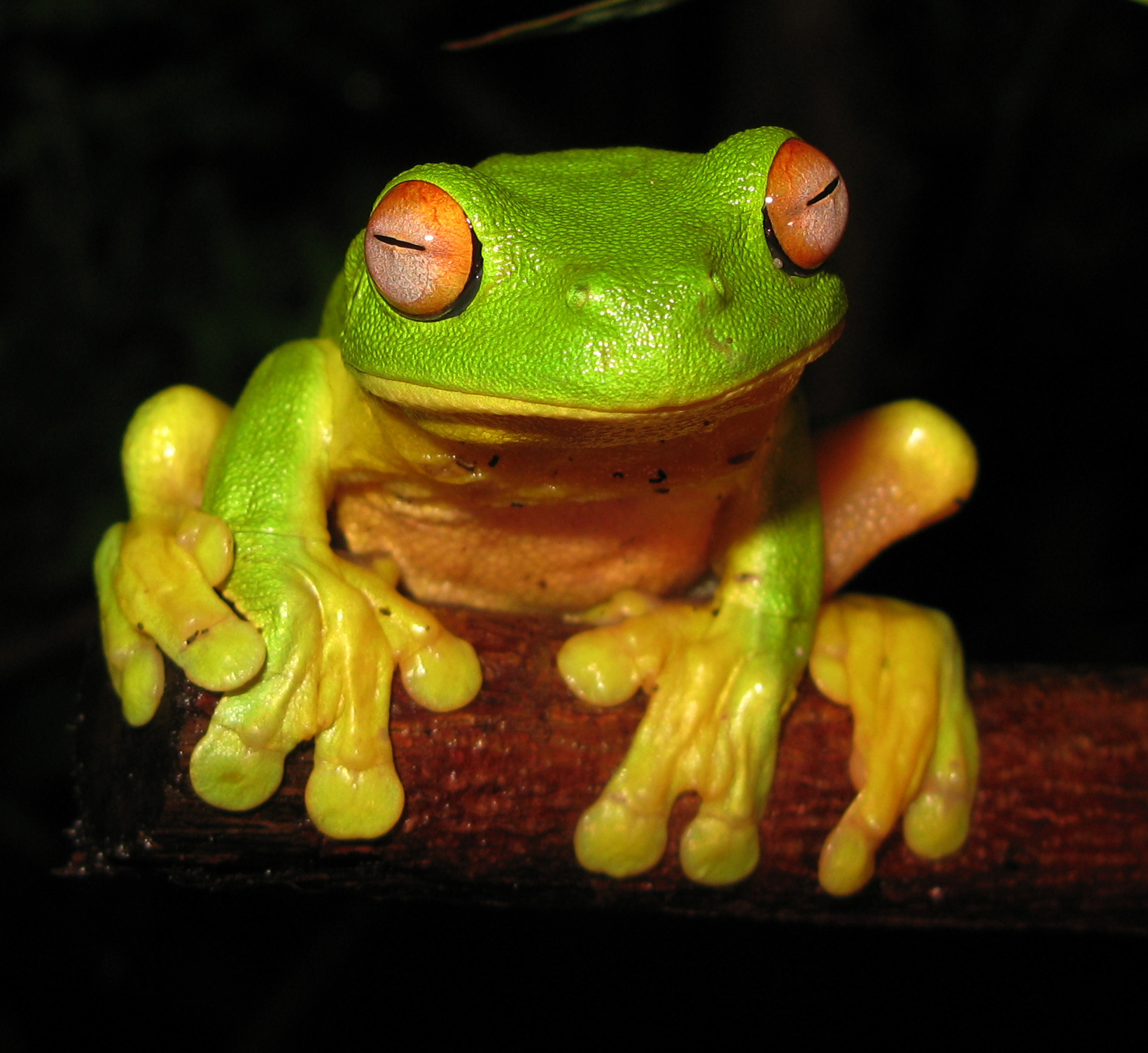
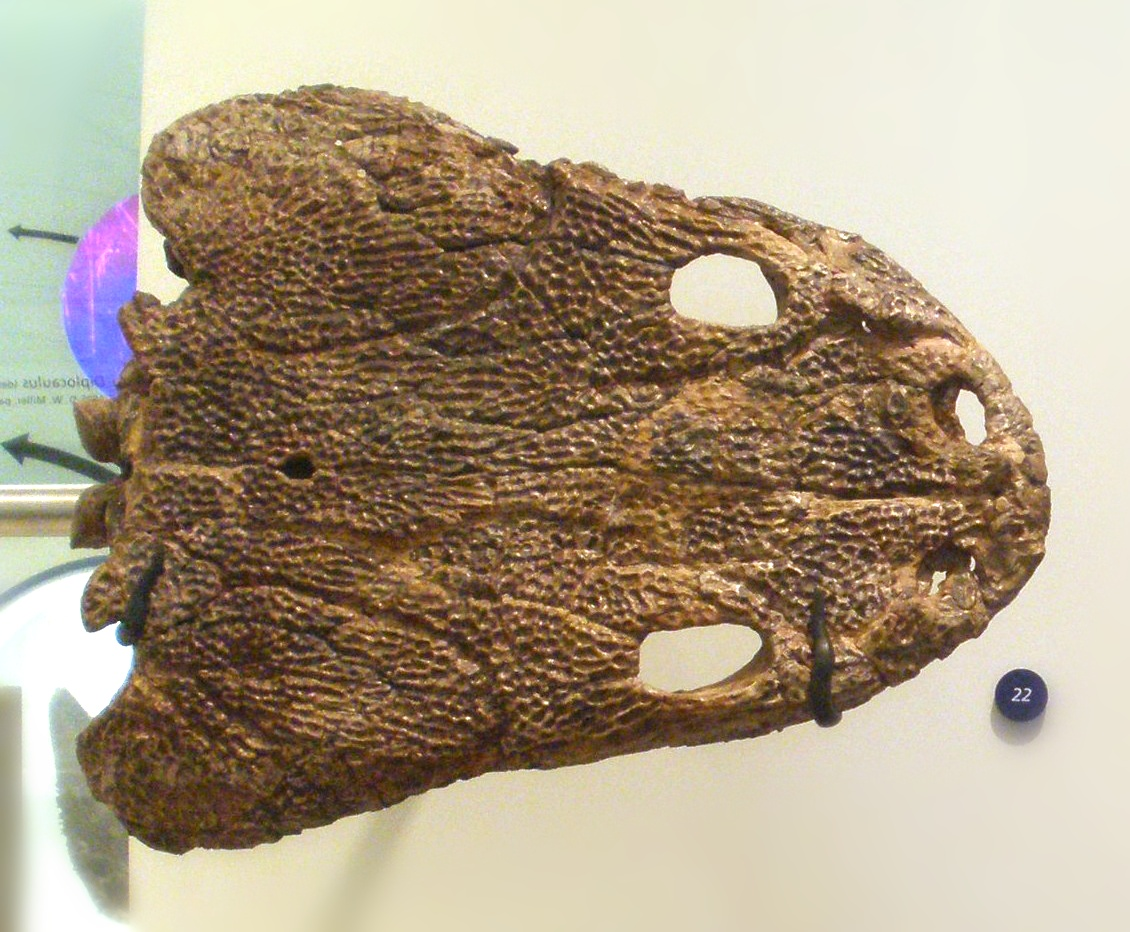
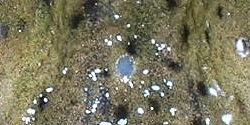
Теменной глаз лягушки-быка